# Wszedzień (Postomino)
Wszedzień (deutsch Scheddin) ist ein Dorf in der Woiwodschaft Westpommern in Polen. Es gehört zur Gmina Postomino (Gemeinde Pustamin) im Powiat Sławieński (Schlawer Kreis).

## Geographische Lage
Das Bauerndorf Wszedzień liegt 14 Kilometer nordwestlich der Kreisstadt Sławno (Schlawe) und 13 Kilometer nordöstlich von Darłowo (Rügenwalde) an einer Landstraße, die die Woiwodschaftsstraße 205 über Stary Kraków (Alt Krakow) mit Jarosławiec (Jershöft) an der Ostsee verbindet. Bahnanbindung besteht über Darłowo (bis 1945 über Pennekow (Pieńkowo) an der Reichsbahnstrecke Schlawe–Stolpmünde (Ustka)).
Wszedzień liegt auf einer nach Norden gerichteten Höhenzunge von etwa 15 Metern über NN. vor der ehemals sogenannten Scheddiner Pforte (zwischen Scherwinningen- (58 Meter) und Gollenberg (45 Meter)), die durch die Schmelzwasser der Eiszeit in den Zizower Höhenrücken gefressen worden ist. Die natürliche Verbindung zwischen dem Wippertal und dem Vietzker See (Jezioro Wicko), der damals noch eine Bucht der Ostsee war, wurde schon immer von der Bevölkerung als Straße genutzt.
Nachbarorte sind im Westen Dzierżęcin (Dörsenthin), im Norden Bylica (Schönenberg), Naćmierz (Natzmershagen) und Łącko (Lanzig), im Osten Korlino (Körlin) und Chudaczewo (Alt Kuddezow) und im Süden Masłowice (Masselwitz) und Kanin (Kannin).

## Ortsname
Das Dorf war ehemals eine wendische Siedlung. Der Name soll von Czata = „Wacht“ abgeleitet sein.

## Geschichte
Die Reste von Hünengräbern östlich und südöstlich von Scheddin lassen auf eine alte Besiedlung schließen. Die Dorfanlage war ursprünglich ein langgestreckter Rundling um einen mit Linden bewachsenen Teich. In alten Urkunden wird der Ort nicht genannt, doch gehört er seit Alters her zum Amt Rügenwalde. 1456 wird als Zeuge der Bürger Hinrik Slavemer to Scheddin in einem Urfehdebrief genannt.
Das Dorf unterstand der niederen Gerichtsbarkeit des „Hofedinges“, dem Bauerngericht in Natzmershagen. Für die höhere Gerichtsbarkeit war der Schlossvogt in Rügenwalde zuständig. Die Bauern waren auf dem Vorwerk Drosedow dienstpflichtig. 1648 werden in Scheddin neun Bauern genannt, darunter ein Schulzenhof.
Im Jahre 1818 waren hier 175 Einwohner registriert. Ihre Zahl stieg bis 1871 auf 363 und betrug 1939 noch 256.
Bis 1945 war Scheddin eine Gemeinde im Amtsbezirk Neuenhagen, Amt (Jezierzany) im Landkreis Schlawe i. Pom. im Regierungsbezirk Köslin der preußischen Provinz Pommern. Das Dorf gehörte zum Standesamtsbezirk Natzmershagen (Naćmierz) und zum Amtsgerichtsbereich Rügenwalde.
Am 7. März 1945 besetzte die Rote Armee den Ort. Sechs Männer (darunter Bürgermeister Segler, Landwirt W. Boldt und Gendarm Trapp) wurden nach Graudenz (Grudziądz) verschleppt, wo drei von ihnen umkamen. Im April 1945 wurde die Aussiedlung des gesamten Dorfes nach Marienthal (Pomiłowo) verfügt. Die Rückkehr erfolgte wenige Tage später in ein völlig ausgeplündertes Dorf. Im August übernahmen Polen den Ort, der unter dem Namen Wszedzień Teil der Gmina Postomino im Powiat Sławieński der Woiwodschaft Westpommern (bis 1998 Woiwodschaft Stolp) wurde.

### Ortsgliederung bis 1945
Vor 1945 gehörte zur Gemeinde Scheddin der Wohnplatz
- Gollenberg (polnisch: Chełmno Słowieńskie), drei Bauernhöfe und ein Waldarbeiterhaus, 2 Kilometer südöstlich von Scheddin, 1939 mit 15 Einwohnern.

## Kirche
Das fast ausnahmslos evangelische Scheddin hatte keine eigene Kirche. Gotteshaus war die Dorfkirche in Lanzig (Łącko), zu deren Kirchspiel der Ort gehörte. Es lag im Kirchenkreis Rügenwalde der Kirchenprovinz Pommern in der Kirche der Altpreußischen Union. Letzter deutscher Geistlicher war Pfarrer Hans Gaedicke.
Seit 1945 ist Wszedzień mehrheitlich katholisch. Das Dorf gehört (weiterhin) zur Pfarrei Łącko, nun aber im Dekanat Ustka (Stolpmünde) im Bistum Köslin-Kolberg der Katholischen Kirche in Polen. Evangelische Kirchenglieder sind heute in das Kirchspiel Koszalin (Köslin) in der Diözese Pommern-Großpolen der Evangelisch-Augsburgischen Kirche in Polen eingepfarrt.

## Schule
Scheddin hatte vor 1945 eine einklassige Volksschule für acht Jahrgänge mit 50 bis 60 Schülerinnen und Schülern. Schulhof war der zugeschüttete Dorfteich.